# Tistelorden
Tistelorden (engelska: Order of the Thistle, formellt: The Most Ancient and Most Noble Order of the Thistle) är en brittisk riddarorden associerad med Skottland. 
De flesta brittiska ordnarna täcker hela Storbritannien, men de tre högst uppsatta tillhör olika riksdelar. Tistelorden, som tillhör Skottland, är den näst högsta i rang. Dess motsvarighet i England, Strumpebandsorden, är den äldsta dokumenterade riddarorden i Storbritannien, med ursprung i mitten av 1300-talet. År 1783 instiftades en irländsk motsvarighet, Sankt Patriksorden, men som är vilande sedan 1974.
Bland de brittiska riddarordndar är Tistelorden nästhögsta efter Strumpebandsorden. Orden delas i bara en grad.

## Bakgrund
Den nuvarande versionen av orden instiftades 1687 av kung Jakob VII av Skottland (även känd som Jakob II av England och Irland) som påstod att han återupplivade en tidigare orden. Orden består av monarken och sexton riddare och damer, samt vissa "extra" riddare (medlemmar av den brittiska kungafamiljen och utländska monarker). 
Enbart monarken utfärdar medlemskap i orden. Idag beviljas utmärkelsen för exceptionella bidrag till förbättringen av livskvalitet eller förtroendeuppdrag. Vederbörande instrueras inte av regeringen, som sker med de flesta andra ordnar.
Ordens primära emblem är en tistel, Skottlands nationalblomma. Mottot är Nemo me impune lacessit (latin för "Ingen provocerar mig ostraffat"). Samma motto visas på Storbritanniens kungliga vapen för användning i Skottland och några mynt, och är även Royal Regiment of Scotland, Scots Guards, The Black Watch (Royal Highland Regiment) of Canada och Royal Scots Dragoon Guards motto. Ordens skyddshelgon är Sankt Andreas.
Den enda utlänning som har nominerats till orden är Norges kung Olav V.

### Webbkällor
- ”The Monarchy Today: Queen and Public: Honours: The Order of the Thistle” (på engelska). The official website of the British Monarchy. http://www.royal.gov.uk/MonarchUK/Honours/OrderoftheThistle.aspx. Läst 23 januari 2010.
- ”Order of Wear” (på engelska). Ceremonial Secretariat, Cabinet Office. 13 november 2006. Arkiverad från originalet den 28 januari 2007. https://web.archive.org/web/20070128200052/http://www.honours.gov.uk/honours/wear.aspx. Läst 20 februari 2007.
- ”Royal Insight: Mailbox” (på engelska). The Royal Household. 1 februari 2007. http://www.royal.gov.uk/output/page2013.asp. Läst 20 februari 2007.
- ”The Scale of General Precedence in Scotland” (på engelska). Burke's Peerage. Arkiverad från originalet den 4 februari 2007. https://web.archive.org/web/20070204102534/http://www.burkes-peerage.net/Sites/Scotland/SitePages/page31a.asp. Läst 24 februari 2007.